# Opetia alticola
Opetia alticola är en tvåvingeart som beskrevs av Saigusa 1963. Opetia alticola ingår i släktet Opetia och familjen svartflugor. Inga underarter finns listade i Catalogue of Life.